# Mars Hand Lens Imager

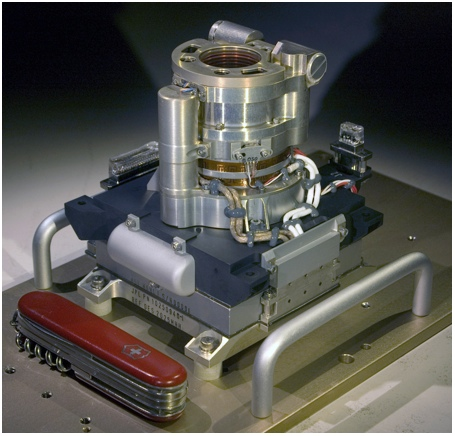
Detail fotoaparátu MAHLI ve srovnání s 9cm švýcarským kapesním nožem

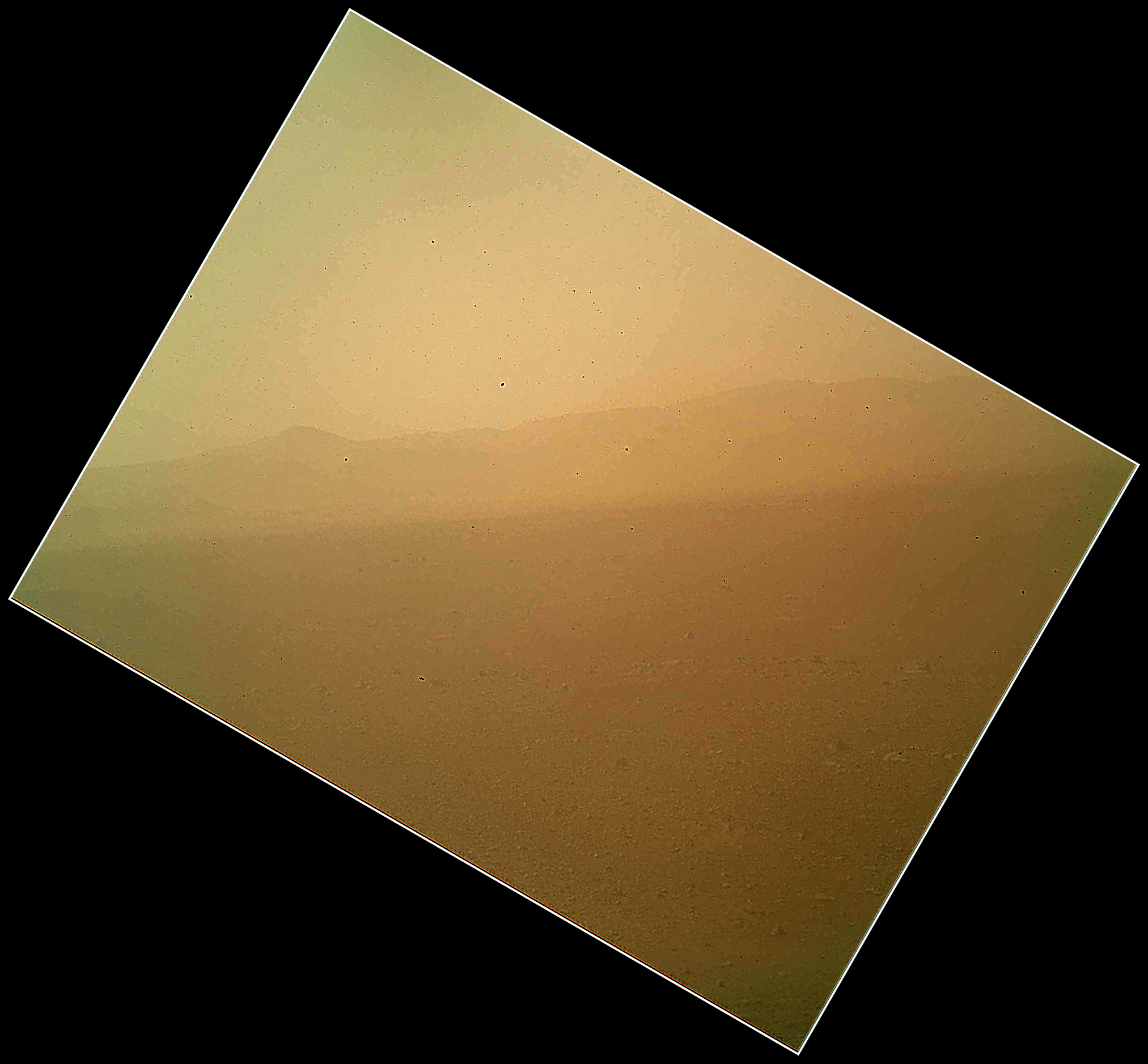
Pohled na krajinu severně od marťanského vozítka Curiosity společnosti NASA pořízený fotografickou kamerou Mars Hand Lens Imager odpoledne během prvního dne po přistání. (Název snímku Sol 1 označuje první marťanský den operace 6. srpna 2012.) V dálce je severní stěna kráteru Gale. Snímek je zakalený, protože průhledný snímatelný protiprachový kryt je pokrytý prachem napadaným během sestupu. Tento kryt se otevře asi po týdnu po přistání, snímky pořízené bez prachového krytu mají být pořízeny během několika týdnů. MAHLI se nachází na věži na konci robotické paže. V době pořízení snímku byla paže ve sklopené poloze tak, jak se nacházela při startu 26. listopadu 2011. V této poloze je obloha nahoře a země dole, asi o 30 stupňů pootočeno vzhledem k palubě vozítka. V pracovní pozici pořizuje snímky z přední levé strany stroje, podobně jako z automobilu.

Mars Hand Lens Imager (MAHLI) je jedna ze 17 fotografických kamer na vozítku Curiosity rover mise Mars Science Laboratory. Zařízení je namontováno na robotické paži na věži vozítka.

## Popis
Primárně je zařízení určeno k pořizování mikroskopických snímků hornin a půdy, ale může být použito k pořizování i jiných snímků. MAHLI je schopno nasnímat fotografie ve věrných barvách o velikosti 1600×1200 pixelů s rozlišením až 13,9 mikrometrů na pixel. MAHLI disponuje ohniskovou vzdáleností od 18,3 mm do 21,3 mm a úhlem pohledu od 33,8 do 38,5 stupňů. MAHLI disponuje bílým a ultrafialovým LED osvětlením pro snímání ve tmě nebo fluorescenčním spektru. Umožňuje mechanické zaostřování od několika desítek milimetrů až do nekonečna. Systém může pořizovat snímky procesem hyperfokus (focus stacking, složené snímky s velkou hloubkou ostrosti). MAHLI může ukládat snímky ve formátu RAW nebo v reálném čase použít bezeztrátovou kompresi ve formátu JPEG.
Podle vyjádření společnosti NASA je „hlavním účelem fotoaparátu získat detailní snímky kamenů a půdy s vysokým rozlišením v oblasti kráteru Gale. Kamera je schopna zaostřit jakýkoli cíl od vzdálenosti asi 2,1 cm až do nekonečna. To znamená, že může pořídit také obrázky marsické krajiny.“

## Fotografie
Fotografie pořízené zařízením Mars Hand Lens Imager:

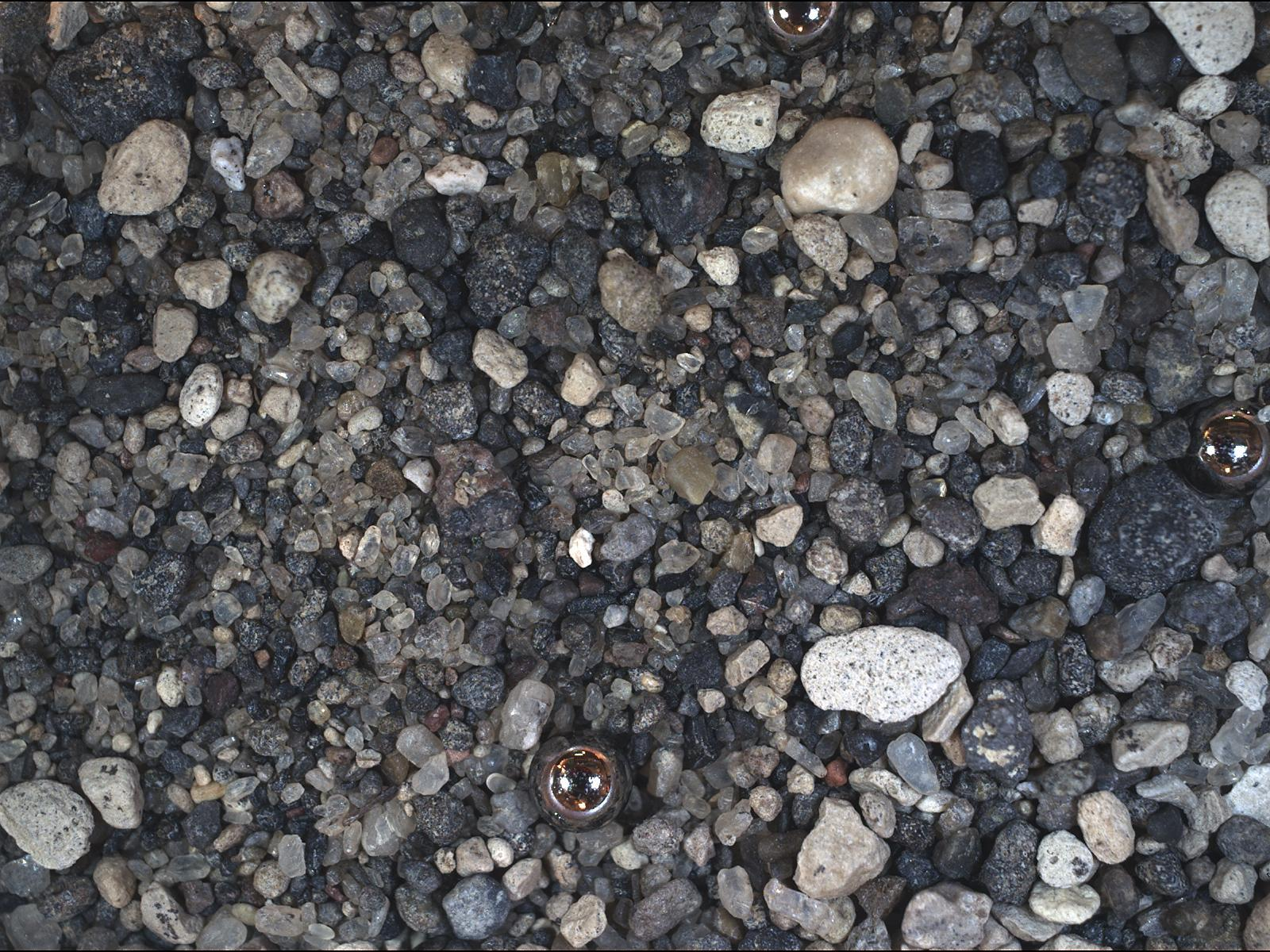
Testovací fotografie pořízená poblíž jezera Christmas Lake v Oregonu. Fotoaparát má rozlišení 15,4 mikronů na pixel, což je asi dvakrát více než má fotografická kamera na vozítkách Mars Rovers Spirit a Opportunity. Snímek pokrývá plochu přibližně 2,5 centimetru.
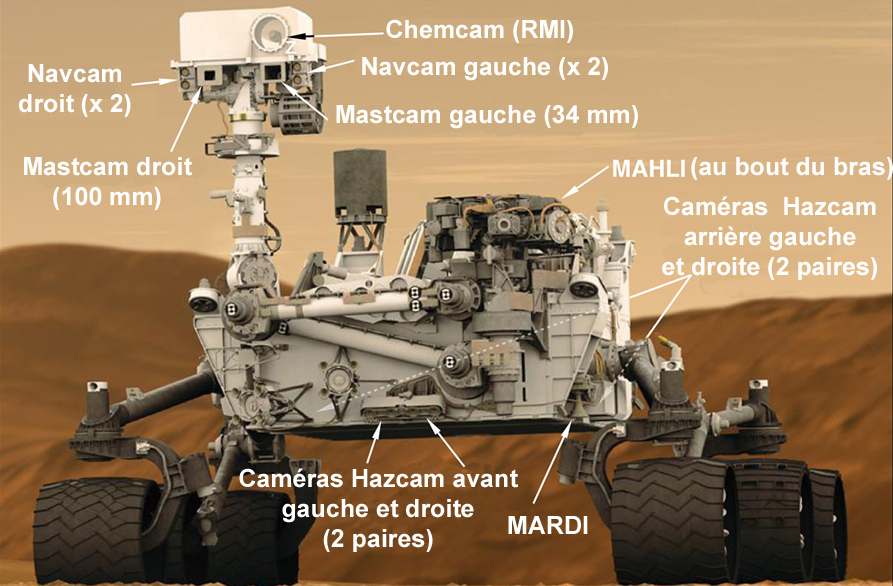
Schéma s umístěním kamer
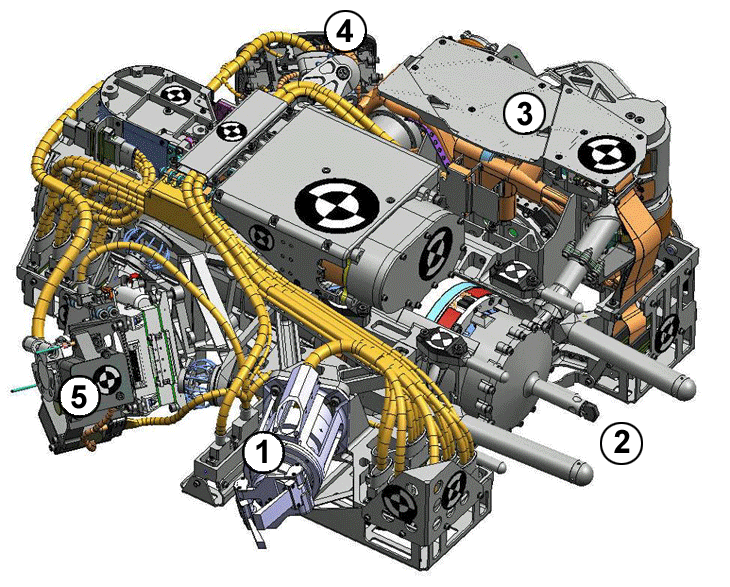
Schéma z jiného pohledu, MAHLI má číslo 5